# Fly on the Wall (bài hát)
"Fly on the Wall" là đĩa đơn thứ hai từ album thứ hai, Breakout của ca sĩ nhạc pop người Mỹ tuổi teen Miley Cyrus.

## Nội dung
Trong video là một câu chuyện kể về Miley đi chơi cùng người bạn trai và họ từ rạp chiếu phim bước ra.Lúc đó mặt trăng lên và cậu bạn trai đó hiện nguyên hình là một tay săn ảnh.Miley quá sợ hãi nên đã chậy trốn dưới gara và không may bị nhiều tay săn ảnh khác tóm được. Kết thúc bài hát có một người khác kịp thời cứu cô ra khỏi đám người đó, khi cô nói xâu liên tục về những tay săn ảnh ấy thì không biết rằng đã bị gắn camera thám tử quay trộm và đưa lên mạng.
Cũng đã có ý kiến cho rằng mở đầu của nó khá giống với Thriller của Michael Jackson (Bao gồm cảnh paparazzi nhảy múa cũng giống như thây ma nhảy trong Thriller)
"Đó là về việc họ muốn biết tất cả về tôi, khi họ không có. Họ muốn thành những con ruồi bay trên tường để theo dõi tôi 24/7". Miley Cyrus nhận xét sau khi bài hát này phát hành.

## Các bài hát
Promo CD
1. "Fly on the Wall" [Phiên bản album]
2. "Fly on the Wall" [David Kahn Remix]

Remixes
1. "Fly on the Wall" [David Kahn Remix]
2. "Fly on the Wall" [Phiên bản album]
3. "Fly on the Wall" [Jason Nevins Edit]

2009 CD single
1. "Fly on the Wall" [Digital Dog Extended Mix]
2. "Fly on the Wall" [Jason Nevins Extended Mix]
3. "Fly on the Wall" [Digital Dog Instrumental]
4. "Fly on the Wall" [Jason Nevins Instrumental]
5. "Fly on the Wall" [Digital Dog Edit]
6. "Fly on the Wall" [Jason Nevins Edit]
7. "Fly on the Wall" [David Kahn Remix]
8. "Fly on the Wall" [Album Version]

UK CD Single
1. "Fly On The Wall"
2. "7 Things" [Bimbo Jones Radio Edit]
3. "Fly On The Wall" [Jason Nevins Remix Radio Edit]

## Xếp hạng
| Bảng xếp hạng (2008-2009)     | Vị trí cao nhất |
| ----------------------------- | --------------- |
| Australian ARIA Singles Chart | 54              |
| Austrian Singles Chart        | 57              |
| Canadian Hot 100              | 73              |
| Chilean Singles Chart         | 37              |
| German Singles Chart          | 62              |
| Irish Singles Chart           | 23              |
| Polish Singles Chart          | 33              |
| U.S. Billboard Hot 100        | 84              |
| U.S. Billboard Pop 100        | 64              |
| UK Singles Chart              | 16              |